# 樊道余
樊道余（1910年8月—2008年1月5日），江西省人。中华人民共和国政治人物。

## 生平

### 民国时期
1930年7月，参加中国工农红军。1930年10月至1932年6月，参加第一、第二、第三和第四次反围剿战争。在1933年9月的第五次反围剿战争中，身负重伤不幸被俘。1937年7月在湖南省地下党组织的秘密营救下成功越狱，加入了湘鄂赣边区游击队。1937年10月，加入中国共产党。1937年12月，他所在部队改称为新四军第一支队第一团，在陈毅的率领下开赴抗日战场。
1938年1月，樊道余被选调到新四军教导营学习，任一中队一排排长，之后被任命为新四军政治部警卫连连长。1939年春，新四军教导营扩建为新四军教导总队，樊道余调任教导总队三队队长兼军事教员。1940年3月，与部队一起突破日伪顽的重重封锁线，行程200多里，到达了新四军江南指挥部。同年4月，谭震林成立东路军政委员会，将江抗东路司令部改名为江南抗日救国军东路指挥部，樊道余任江抗东路指挥部教导队中队长。1941年2月，历任新四军第六师教导大队大队长，新四军抗大九分校大队长，新四军独立三团参谋长，新四军独立团团长；参加天目山作战。第二次国共内战期间，先后担任华中野战军随营学校副教育长，雪枫大学校务处长，华东军政大学总队长。

### 共和国时期
中华人民共和国成立后，先后任华东军政大学总队队长；1951年7月—1956年6月，担任上海防空司令部干部部副队长。1955年，樊道余被中央军委授于上校军衔。1958年10月，转到地方工作，先后担任南京第四机械厂党委书记、一机部驻上海办事处主任。1962年10月16日至1963年1月，担任江苏省农机厅副厅长。1963年1月至1965年9月，担任江苏省机械工业厅副厅长；后升任江苏省人民政府视察室视察员等职。文化大革命期间受到迫害。1984年4月，离休。2008年1月5日，在南京逝世，享年98岁。